# As Divinas Comédias
As Divinas Comédias foi uma série de televisão portuguesa do género de documentário transmitido pela RTP1 em Agosto de 2009, como forma de homenagear Raul Solnado e o humor nacional.

## Sinopse
É uma série de televisão de quatro programas, com duração de cinquenta minutos, sobre os cinquenta anos do humor na televisão portuguesa. A recente história do humor televisivo em Portugal é contada, de forma cómica e não decorrente, com recurso às imagens de arquivo, Vox Pop e depoimentos de personalidades.

## Programas refridos

### Episódio 1
- Os Televizinhos
- A Anedota da Semana
- Os Três Saloios
- Riso e Ritmo
- O Senhor que se Segue
- Nicolau no País das Maravilhas
- Eu Show Nico
- Euronico
- A Feira
- Sabadabadu
- O Tal Canal
- Hermanias
- Humor de Perdição
- Casino Royal
- Crime na Pensão Estrelinha
- Hermanias Fim de Ano
- Herman Enciclopédia
- O Programa da Maria
- Os Contemporâneos
- Gato Fedorento
- Diz que É uma Espécie de Magazine
- Zé Carlos (SIC)
- Lá em casa tudo bem
- Gente Fina é outra coisa
- Nico D'Obra
- A Mulher do Senhor Ministro
- As Lições do Tonecas
- Nós os Ricos
- Um Sarilho chamado Marina
- Camilo e Filho
- Camilo em Sarilhos
- Conversa da Treta
- Não há Pai
- Paraíso Filmes
- Duarte e Companhia
- Zip-Zip
- E O Resto São Cantigas
- O Passeio dos Alegres
- Parabéns
- Herman Zap
- Herman 98
- Herman Sic
- Tele Rural
- Fátima (César Mourão)
- Os Malucos do Riso
- Maré Alta
- Contra Informação
- Vai Tudo Abaixo
- Levanta-te e Ri

### Episódio 2 - Personagens
- Especial 25 Anos da RTP (Fritz)
- Eu Show Nico (Galaró, Tia Eva)
- Nicolau no País das Maravilhas (Senhor Contente e Senhor Feliz)
- Sabadabadu (Agostinho e Agostinha, Ramalho Eanes)
- O Tal Canal (José Esteves, Tony Silva, Marilu)
- Hermanias (José Esteves, Serafim Saudade, Mário Cortes)
- Tele Rural (Quim Roscas e Zeca Estacionâncio)
- A Quinta do Dois (Zé da Viúva)
- 1, 2, 3 (Fininho)
- A Mulher do Senhor Ministro (Lola Rocha)
- Herman Enciclopédia (O Presidente da Junta, Diácono Remédios, Artista Bastos, Lauro Dérmio)
- Parabéns (O Presidente da Junta, Felisberto Desgraçado)
- Herman SIC (Nelo e Idália)
- O Programa do Aleixo (Bruno Aleixo)
- Best of Rouxinol Faduncho (Rouxinol Faduncho)
- Humor de Perdição (Maximiana)
- Herman 98 (Zé Manel)
- O Programa da Maria (Zé Manel, Micaela Moura Guedes)
- Diz que É uma Espécie de Magazine (Marcelo Rebelo de Sousa, Paulo Bento)
- Os Contemporâneos (Pedro Santana Lopes)
- Contra Informação

### Episódio 3
- Os Três Saloios
- Cruzeiro de Férias
- O Senhor que se Segue
- Riso e Ritmo
- A Feira
- Sabadabadu
- Eu Show Nico
- Um Filmezinho de Sam
- Parabéns
- Joaquim Letria
- Hermanias
- Herman Enciclopédia
- Os Contemporâneos
- O Programa da Maria
- Zip-Zip
- Humor de Perdição
- Herman Zap
- Contra Informação
- Diz que É uma Espécie de Magazine
- A Mulher do Senhor Ministro
- Um Sarilho chamado Marina
- O Programa da Maria
- Levanta-te e Ri
- Palavras para Quê
- Portugal FM

### Episódio 4 - Melhores momentos do Humor
- 1,2,3 (Olívia Costureira, Olivia Patroa)
- Conversas da Treta
- Hermanias (Caixões Vilaças, que são caros como o caraças)
- Zip-Zip (O Baladeiro)
- Sabadabadu (Agostinho e Agostinha)
- Parabéns (MARSAPO)
- Nicolau no País das Maravilhas (Senhor Contente e Senhor Feliz)
- Gato Fedorento (O Homem A Quem Parece Que Aconteceu Não Sei Quê)
- Zip-Zip (A Guerra de 1908)
- Hermanias Fim de Ano (José Severino)